# 2006年沖縄県知事選挙
2006年沖縄県知事選挙（-ねんおきなわけんちじせんきょ）は、沖縄県の執行機関である県知事を選出するため、2006年（平成18年）11月19日に投票が行われた日本の地方選挙である。

## 概要
県知事の任期（4年）満了による選挙で、本土復帰以降10回目の知事選挙である。今回は、現職の稲嶺惠一知事の不出馬により、国政及び県政与党である自民・公明の推薦を受ける仲井眞弘多と民主・共産など野党8党が支援する参院議員糸数慶子の両新人による事実上の一騎討ちの選挙となった。在日米軍再編に伴う普天間基地移設問題や経済振興などを争点に激しい選挙戦となったが、稲嶺県政継承を主張する仲井眞が勝利した。
落選した糸数は翌年の第21回参議院議員通常選挙に出馬して国政に復帰した。

## 選挙日程および有権者数
- 告示：11月2日
- 投票日：11月19日
- 選挙当日の有権者数[1]：1,036,743名

男性：503,914名
女性：532,829名

## 候補者
立候補者は以下の3人である。
| 候補者名   | 年齢 | 所属党派 | 新旧 | 推薦・支持政党                                                                                                | 備考                     |
| ---------- | ---- | -------- | ---- | --- | ------------------------ |
| 糸数慶子   | 59   | 無所属   | 新人 | - （推薦） 民主党・日本共産党・社会民主党・国民新党 新党日本・自由連合・沖縄社会大衆党 - （支持）政党そうぞう | 無職 、 前参議院議員     |
| 屋良朝助   | 54   | 諸派     | 新人 | 琉球独立党 | 会社社長                 |
| 仲井眞弘多 | 67   | 無所属   | 新人 | - （推薦）自由民主党・公明党                                                                                  | 前県商工会議所連合会会長 |

## 選挙結果
- 投票日：11月19日
- 投票率[1]：64.54％（投票者数：669,162名）

男性：62.37％（317,707名）
女性：65.31％（351,455名）
| 当落           | 候補者名       | 所属党派       | 新旧           | 得票数  | 得票率 |
| -------------- | -------------- | -------------- | -------------- | ------- | ------ |
| 当選           | 仲井眞弘多     | 無所属         | 新人           | 347,303 | 52.34% |
|                | 糸数慶子       | 無所属         | 新人           | 309,985 | 46.72% |
|                | 屋良朝助       | 諸派           | 新人           | 6,220   | 0.94%  |
| 候補者得票合計 | 候補者得票合計 | 候補者得票合計 | 候補者得票合計 | 663,508 |        |

即日開票の結果、無所属新人で自民党・公明党の推薦を受けた仲井真弘多が、野党8党の推薦を受けた糸数慶子に4万票近い差をつけて初当選した。当選した仲井真は経済界や自民・公明の組織力に加えて、経済振興を全面に訴えたことが功を奏し県内で幅広い支持を集めることに成功したことが勝因となった。これに対し、糸数は辺野古への新基地建設反対と普天間飛行場の国外移設を訴えたが、選挙戦の出遅れや候補者選定でのしこりが響いて票を伸ばせなかった。